# 青木隆
青木 隆（あおき たかし、1959年1月5日 - ）は、岡山県出身のサッカー審判員。

## 経歴
1級審判登録は1994年。2010年まで日本プロサッカーリーグ（Jリーグ）で副審を務めていた。
誤審問題
2002年11月10日に行われた第81回全国高等学校サッカー選手権大会岡山県予選決勝の主審を務めた。
しかし、その試合の延長に作陽高等学校の青山敏弘の放ったシュートがVゴールとなることを誤審しノーゴールと判定。試合はPK戦の末、岡山県立水島工業高等学校が優勝を果たした。同年11月14日、日本サッカー協会(JFA)の理事会でこの判定は誤審と認められたが試合結果は覆されず、再試合も行われなかった。水島工業の選手の中には出場辞退したいという声も聞かれたが最終的に水島工業は出場を果たした。この事態を重く見た川淵三郎JFA会長は、全国選手権開会式の際に水島工を訪れ一連の騒動を謝罪した。青木にはJFA審判委員会から3ヶ月間の謹慎処分を下され、その後岡山県審判委員会から復帰要請があったことから2003年のJリーグにおいて副審として復帰した。10年後の2012年12月、当時の作陽－水島工の選手たちはOB戦を開いている。さらに12年が経過した2024年には当時サンフレッチェ広島に所属していた青山がプロサッカー選手から現役引退したことを受け、同年12月22日に再びOB戦が行われ、青木が主審を務めた。